# Yarri
Yarri is een spookdorp in de regio Goldfields-Esperance in West-Australië.

## Geschiedenis
Rond 1895 werd in de streek goud gevonden. De gebroeders Thomas ontdekten het Yarri-goudveld in 1902 en ontwikkelden de Wallaby-goudmijn. De plaats werd oorspronkelijk 'New Edjudina' genoemd. In januari 1903 werd Yarri officieel gesticht. Het is de Aboriginesnaam voor de plaats.
Yarri bestond uit niet veel meer dan een herberg, een winkel en een pension. De herberg was in handen van Thomas H. Potts, een belangrijk figuur in de streek, de winkel werd door J. Dance geleid en Maggie Moore hield het pension open. Moore had een aanzienlijk belang in de Wallaby-goudmijn, haar door een van de gebroeders Thomas nagelaten in 1909.
In 1904 stond er een veertigtal inwoners van Yarri in het kiesregister ingeschreven. De Wallaby-goudmijn kwam in 1911 in handen van winkelier J. Dance. Tot laat in de jaren 1950 werd op het goudveld aanhoudend naar goud gezocht, daarna slechts af en toe.

## 21e eeuw
Yarri maakt deel uit van het lokale bestuursgebied (LGA) Shire of Menzies waarvan Menzies de hoofdplaats is. Ook in de 21e eeuw zoeken nog enkele ondernemingen naar goud in de omgeving.

## Ligging
Yarri ligt aan de 'Yarri Road', 756 kilometer ten oostnoordoosten van de West-Australische hoofdstad Perth, 163 kilometer ten noordoosten van Leonora en 158 kilometer ten oosten van het aan de Goldfields Highway gelegen Menzies.

## Klimaat
Yarri kent een warm woestijnklimaat, BWh volgens de klimaatclassificatie van Köppen.